# 김제 금산사 금강계단
김제 금산사 금강계단(金堤 金山寺 金剛戒壇)은 전북특별자치도 김제시 금산사에 있는, 고려 시대의 사리탑을 봉안한 사리계단이다. 1963년 1월 21일 대한민국의 보물 제26호로 지정되었고, 이후 두 차례 명칭이 바뀌었다.

## 개요
방형의 상하 이중기단을 구비한 높이 2.57m의 석종형의 부처님 진신 사리탑이다.
기단은 대석, 면석, 간석으로 되어 있고, 상, 하의 기단 면석에는 불상과 신장상이 조각되어 있고 하층기단 이면에는 난간을 돌렸던 흔적이 있다. 또한 석주에는 기이한 인물상이 새겨져 있으며 석난간 네 귀에는 사천왕상을 새겨 놓았다. 그리고 탑신을 받치고 있는 판석 네 귀에는 사자의 머리만을 부각시켜 조상하였다. 탑신 받침 부분 주위에는 연판을 돌리고 있고, 밑 바닥의 평면은 범종 모양으로 되어 있으며 특히 밑 부분에는 범종의 하대와 같이 화문대를 조각하였다. 정상에는 9룡이 전각되어 있으며 그위로 보주석을 올려 놓고 있다. 이와같은 석종형의 사리탑은 통일신라 말부터 나타나기 시작하는데 인도의 불탑 형식에서 연유된 것이다.

## 사진

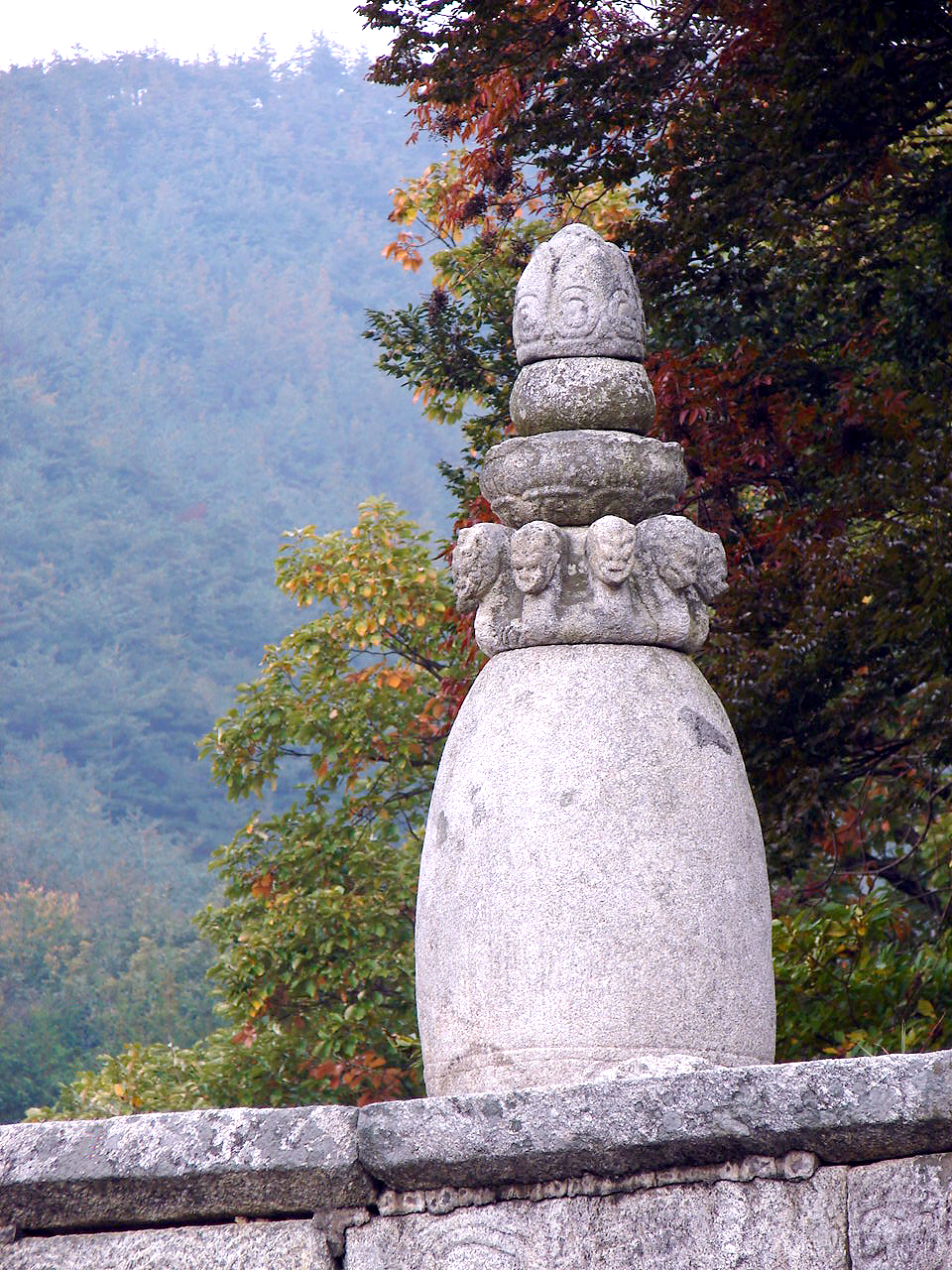
금강계단 가운데 있는 석종형 탑

## 같이 보기
- 금산사

## 참고 자료
- 김제 금산사 금강계단 - 국가유산청 국가유산포털